# Urinprov

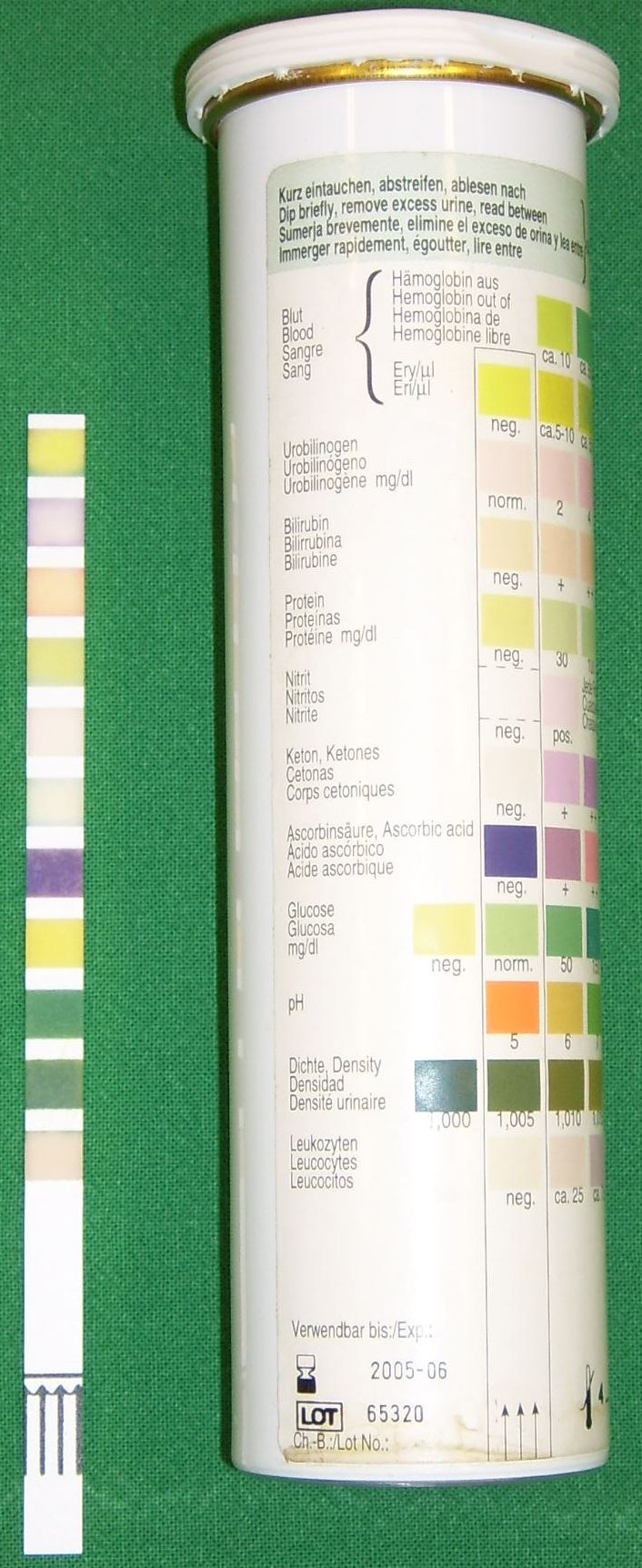
Teststickor för snabb analys av urinprov.

Urinprov används inom medicin för att ta reda på om en viss substans finns i kroppen. De vanligaste sakerna att söka efter genom urinprov är:
- Socker – kan tyda på diabetes.
- Ketoner – bildas vid svält och diabetes.
- Blod – vid blödningar i urinvägarna eller vid mens.
- Protein – visar på njurskada.
- Nitrit – bakterier i urinen bildar detta ämne.
- Vita blodkroppar – visar på urinvägsinfektion.
- Droger – cannabis, amfetamin, kokain, ecstasy, heroin med fler.
- Dopingpreparat